# میخاو چرنتسکی
میخاو چرنتسکی (لهستانی: Michał Czernecki؛ زادهٔ ۴ آوریل ۱۹۷۸) بازیگر اهل لهستان است.
از فیلم‌ها یا مجموعه‌های تلویزیونی که وی در آن‌ها نقش داشته است، می‌توان به گوش آقای رئیس، محکوم، خون از خون، ۲۵ سال بی‌گناهی، نشانه‌ها، لندنی‌ها، پزشکان، کلبه جنگلی، تشخیص، دختران جنگ، کورشده از نور، دوستان، مجرد، ع چون عشق، دوران افتخار، قانون حقیقی، عشق اول، دهن‌به‌دهن، خانه کشیش، پدر متیو، کارآگاهان جنایی، در خوشی و سختی، جهان به روایت خانواده کیپسکی، کارول: مردی که پاپ شد، والسا: مرد امید، ورشو ۴۴ و سیاره مجرد اشاره نمود.